# Sverigefinska
Sverigefinska (finska: ruotsinsuomi) är en beteckning på den finska som talas i Sverige bland sverigefinnar. Det har talats finska i Sverige sedan medeltiden, men den moderna sverigefinskan fick sin prägel av de många finnar som flyttade till Sverige sedan 1950-talet. Dessa invandrare, och deras efterkommande, ger språket en bred förankring (åtminstone 300 000 talare, och efterfrågan på service, trycksaker och så vidare på finska), men också särskilda språkdrag. Enligt SCB finns det åtminstone 675 000 sverigefinländare i Sverige. Enligt rapporten Sveriges språk – vem talar vad och var? av lingvist Mikael Parkvall, utgiven 2009 av institutionen för lingvistik vid Stockholms universitet, är antalet invånare i Sverige som i dagsläget talar finska på modersmålsnivå cirka 210 000.
Skillnaderna mellan sverigefinskan och "riksfinskan" är begränsade och språkvarianterna sammanfaller i de flesta avseenden, såsom uttal, stavning, ordböjning, grammatik och skrivregler. Bara vissa avvikelser finns i vokabulären, där det sverigefinska talspråket tagit intryck av svenskan och det svenska samhället. Det gäller till exempel orden tunnelbaana (sv. tunnelbana, fi. metro), daata (sv dator, fi. tietokone) och mopiili (sv. mobiltelefon, fi. kännykkä).
I talspråk (speciellt bland andra-, tredje- och fjärde -generationens sverigefinnar) avviker den sverigefinska grammatiken på en del punkter. En vanlig avvikelse är att talarna i vissa fall övertagit svenskans subjektstvång, vilket ju saknas i standardfinska. Alltså, om det i svenskan saknas ett vanligt subjekt måste man på grund av subjektstvånget använda ett formellt subjekt, som "det" i satsen "Det finns åror i båten". På grund av bristen på det existentiella, formella subjektet i standardfinskan, inleds ofta satserna istället av ett rumsadverbial: "Veneessä on airot" (I båten finns åror). Här har alltså svenskans subjektstvång smittat av sig på sverigefinskan, och den sverigefinska varianten blir således "Se on airot veneessä".  
I beskrivning av det svenska samhället finns också ett behov att översätta namn på svenska samhällsföreteelser ordagrant till finska, trots att nästan exakt samma företeelse ofta finns i Finland: Finlands riksdag heter eduskunta (='representationsförsamlingen'), Sveriges valtiopäivät (ordagrant 'riksdagarna': det äldre finska ordet). Försäkringskassan kallas Vakuutuskassa på sverigefinska och inte KELA (Kansaneläkelaitos, Folkpensionsanstalten), som är motsvarande myndighet i Finland. Partinamnet moderaterna översätts med moderaatit eller maltilliset ('de moderata'), men finnar i Finland brukar säga (Ruotsin) Kokoomus eftersom det finska broderpartiet heter så (Kokoomus='samlingspartiet'). På samma sätt talar nog sverigefinnar oftast om systeemi (eller möjligen buulaagi) när finlandsfinnar säger Ruotsin Alko.
Sverigefinska språknämnden (som numera uppgått i Språkrådet) har till uppgift att överse det finska språket i Sverige, granska översättningar, svara på språkfrågor och ge ut ordlistor. Nämnden sprider kunskap om rätta finlandsfinska benämningar och termer (till exempel zoologiska och juridiska) och rekommenderar sverigefinska översättningar av sverigesvenska samhällsord bara där det är befogat.